# 스미스 & 웨슨 센테니얼
스미스 & 웨슨 센테니얼(Smith & Wesson Centennial)은 스미스 & 웨슨이 생산했던 38구경 리볼버 권총이다.